# 中国中車青島四方機車車輛
中国中車青島四方機車車輛股份有限公司（ちゅうごくちゅうしゃちんたおしほうきしゃしゃりょうこふんゆうげんこうし CRRC Qingdao Sifang Locomotive & Rolling Stock Co., Ltd. ）は中華人民共和国山東省青島市にある鉄道車輛の設計、製作を行う企業。中国中車グループに属する。

## 概要
青島四方機車車輛は中華人民共和国の副省級市である青島市にあり、その前身は四方機車車輛廠で、在青島ドイツ総督府によって1902年に創設された。今日までに開発製造された機関車は60種類以上、客車は200種類以上にのぼる。現在では、高速鉄道車両や地下鉄車両などの電車を主に中国国鉄や北京地下鉄向けに開発製造する企業である。多くの鉄道関連技術の開発と生産の記録を持ち、旧鉄道部が定める6つの鉄道インフラ近代化重点協力企業の一つであり、山東省の136個の重点企業と青島市の十強企業の一つである。青島四方は棘洪灘と四方に生産拠点を持ち、子会社として青島四方客車修理股份有限公司、青島四方鉄路運輸設備装配股份有限公司、青島四方阿尔斯通鉄路運輸設備有限公司（青島四方アルストム鉄路運輸設備、略称：AST）等をもつ。

## 沿革
- 1900年10月 - 膠済鉄道と共に膠済鉄道四方工廠として起工。
- 1902年 - 四方駅附近に建築面積1万平米超、工員400人以上の規模で完成。
- 1903年 - 試験生産後、膠済鉄道の全ての機関車、車両の組立てと整備業務を担当。
- 1915年 - 第一次世界大戦により日本が占領、山東鉄道青島工場と改称、工場の規模が拡大され、工員は1,500余名となる。
- 1923年1月 - 山東還付条約により中華民国に売却、交通部膠済鉄路管理局四方工廠と改称。
- 1937年 - 支那事変勃発により膠済鉄道の車両、設備などを内陸部へ疎開させる。
- 1938年 - 日本が再占領し、華北交通の管理下に置かれる。
- 1944年以降 - 戦局の悪化により迫撃砲弾の試製などを行なう。
- 1945年10月 - 滄口にあった東亜重工業の鋼鉄工場が四方工廠へ移管され、滄口分工場となる。（後の四方機廠鋳造廠）
- 1945年11月26日 - 日本の敗戦により南京国民政府が接収。当時の敷地面積は26ha、建築面積51,300平米、各種機器は937台、工員3070人であった[2]。
- 1949年6月2日 - 解放軍が青島を占領、四方鉄路工廠を接収。
- 1949年10月 - 中華人民共和国建国後、四方鉄路工廠は中央人民政府鉄道部の直属となり、鉄道部青島四方機車車輛工廠と改称、略称は四方機廠となる。しかしこれまでは輸入された部品を用いて機関車などを組立てていたのに過ぎず、完全に新造された車両の製造を手がけた事は無かった。
- 1952年7月26日 - 四方機廠で北京当局の手による初めての蒸気機関車が完成、試運転が行なわれた。完成時の型番は“MK1型2102号”（中国語: ㄇㄎ1型2102号）、後の解放1型である。zh:解放型蒸汽机车
- 1953年2月10日 - 鉄道部機車車輛製造局四方機車車輛製造工廠と改称。
- 1954年 - 貨車の製造を終了。
- 1954年12月 - 鉄道部が正式に四方機車車輛工廠を鉄道用客車の設計製造の主導工廠に指定[3]。
- 1959年 - 北京当局初の液体式ディーゼル機関車「衛星号」を製作。型番はNY1型。
- 1966年1月 – 東方紅1型液体式ディーゼル機関車の量産を開始。
- 1984年 - 大連機車車輛廠の技術協力の下、東風5型電気式ディーゼル機関車の開発に成功、以降電気式ディーゼル機関車の開発へ変更。
- 1986年7月21日 - 四方機車車輛工廠客車分廠の起工式を棘洪灘鎮にて挙行，1988年正式稼動。
- 1998年11月27日 - ボンバルディアと提携、青島四方-龐巴迪-鮑爾鉄路運輸設備有限公司を設立。zh:中国铁路25T型客车や中国高速鉄道CRH1型電車・zh:和谐号CRH380D型电力动车组などを製造・修理している[4]。
- 2000年9月 - 国有企業の分割化に伴い、中国機車車輛総公司工業が分割され、中国南方機車車輛工業集団公司(中国南車)の傘下となる。
- 2002年7月22日 - 四方機車車輛股份有限公司及び四方機車車輛有限責任公司（現在の四方車輛有限責任公司）に二分化。四方機車車輛股份有限公司が主な資産を引き継ぎ、機関車や客車の製造を行い、四方機車車輛有限責任公司は鉄道システム業務に特化した。
- 2004年 - 川崎重工業より中国高速鉄道CRH2型電車やリニアモーター方式の広州地下鉄04形電車の技術供与を受ける[5][6][7]。
- 2007年1月 - CRH2型電車を中国鉄道部へ納車開始
- 2008年12月29日 - 青島四方機車車輛股份有限公司に改称。
- 2009年 – シンガポール地下鉄向け車両を川崎重工業と共同で受注[8]
- 2010年9月 - 中国高速鉄道CRH380A型電車を中国鉄道部へ納車開始
- 2013年 – 香港鉄路より広深港高速鉄道向けに高速車両を受注。アルゼンチン国鉄向けには通勤車両を受注。また、チェコのシュコダ・トランスポーテーションと超低床電車のライセンス生産の契約を締結[9]。
- 2015年6月 - 中国南車と中国北車とが合併し設立された中国中車の傘下となり、中車青島四方機車車輛に改称。
- 2015年7月 – 香港鉄路向け地下鉄車両を受注[10]
- 2016年3月 – シカゴ交通局向け地下鉄車両を落札[11]

## 製品

### 高速鉄道車両

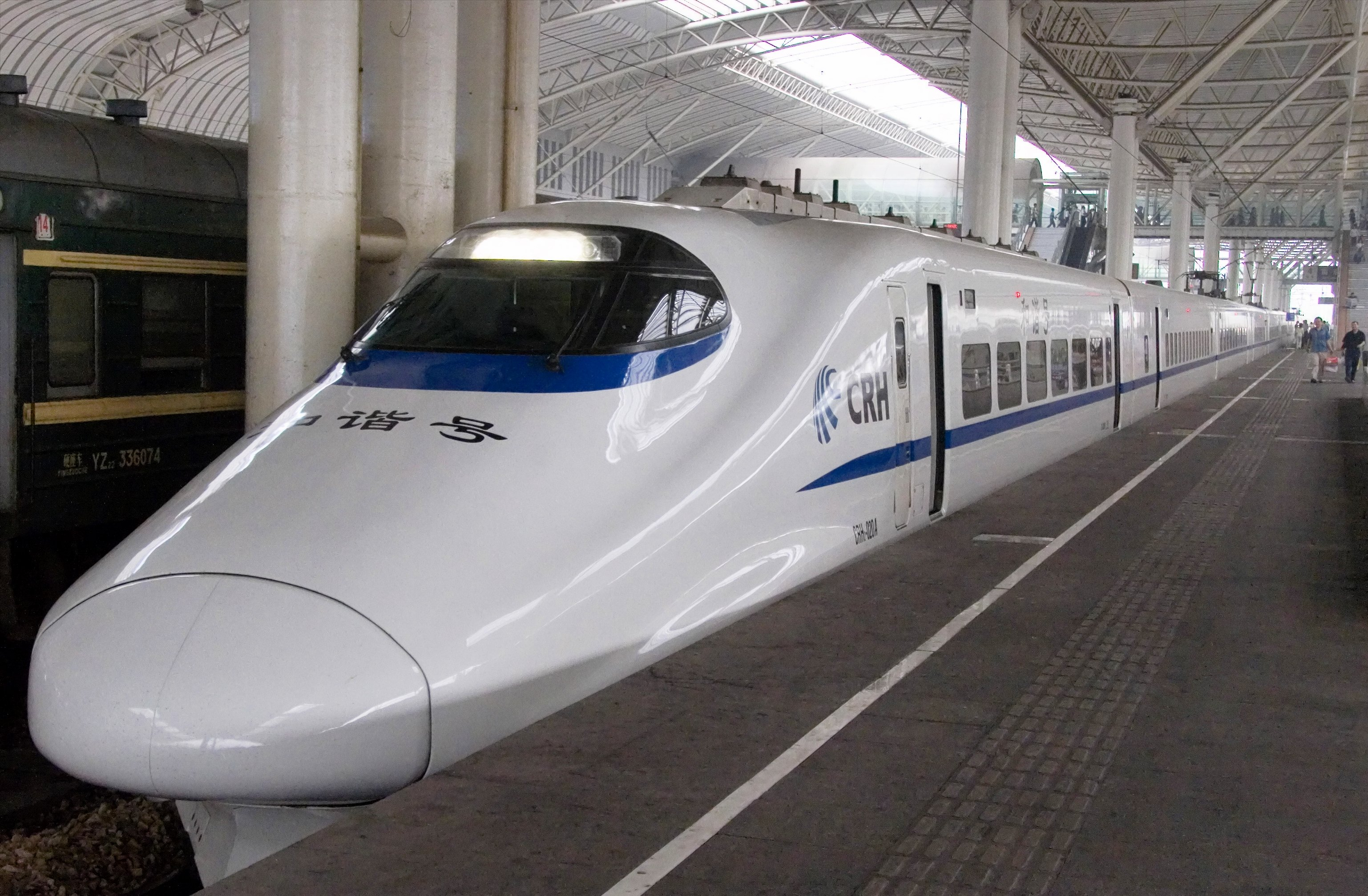
中国高速鉄道CRH2型電車

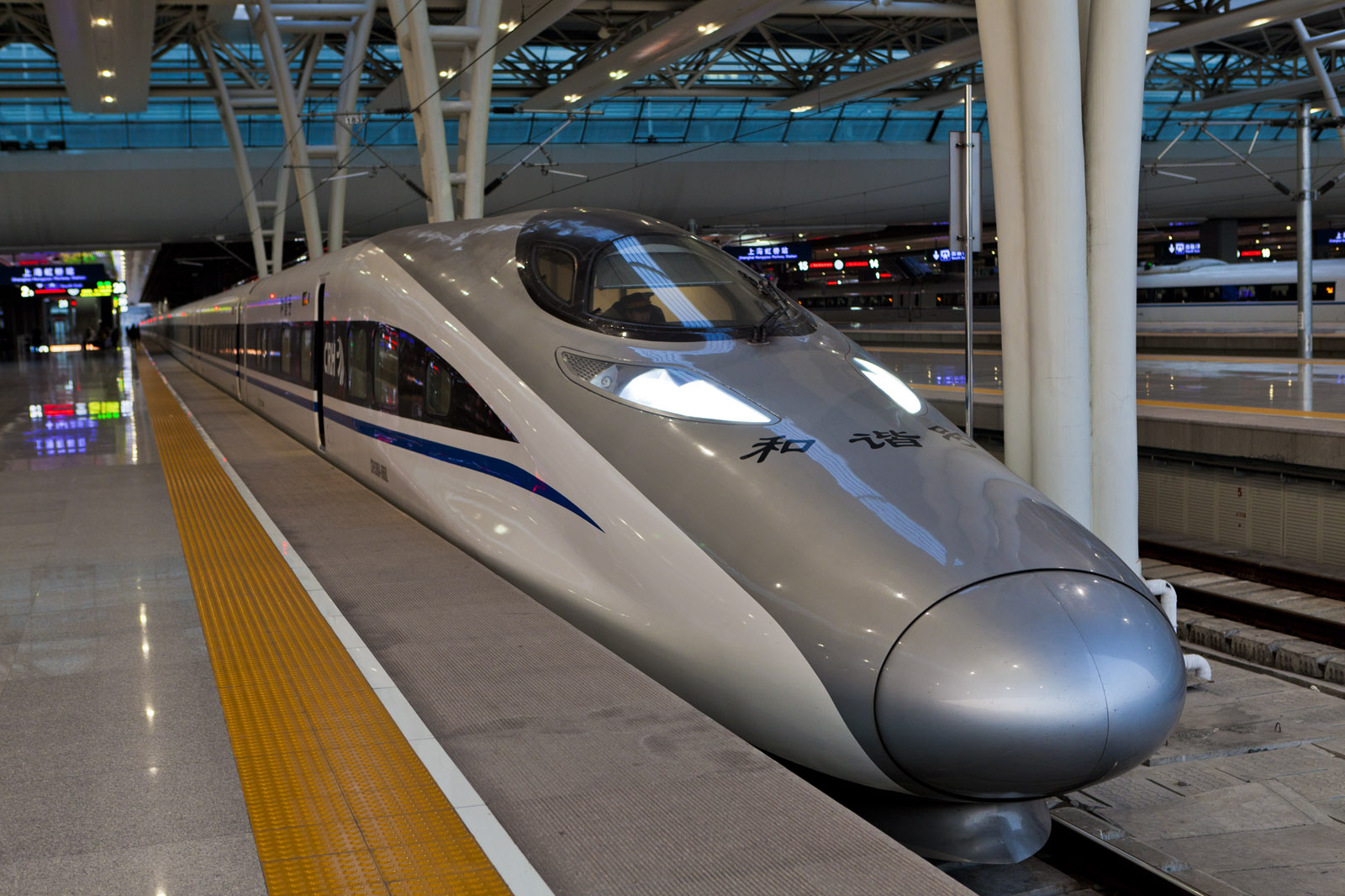
中国高速鉄道CRH380A型電車

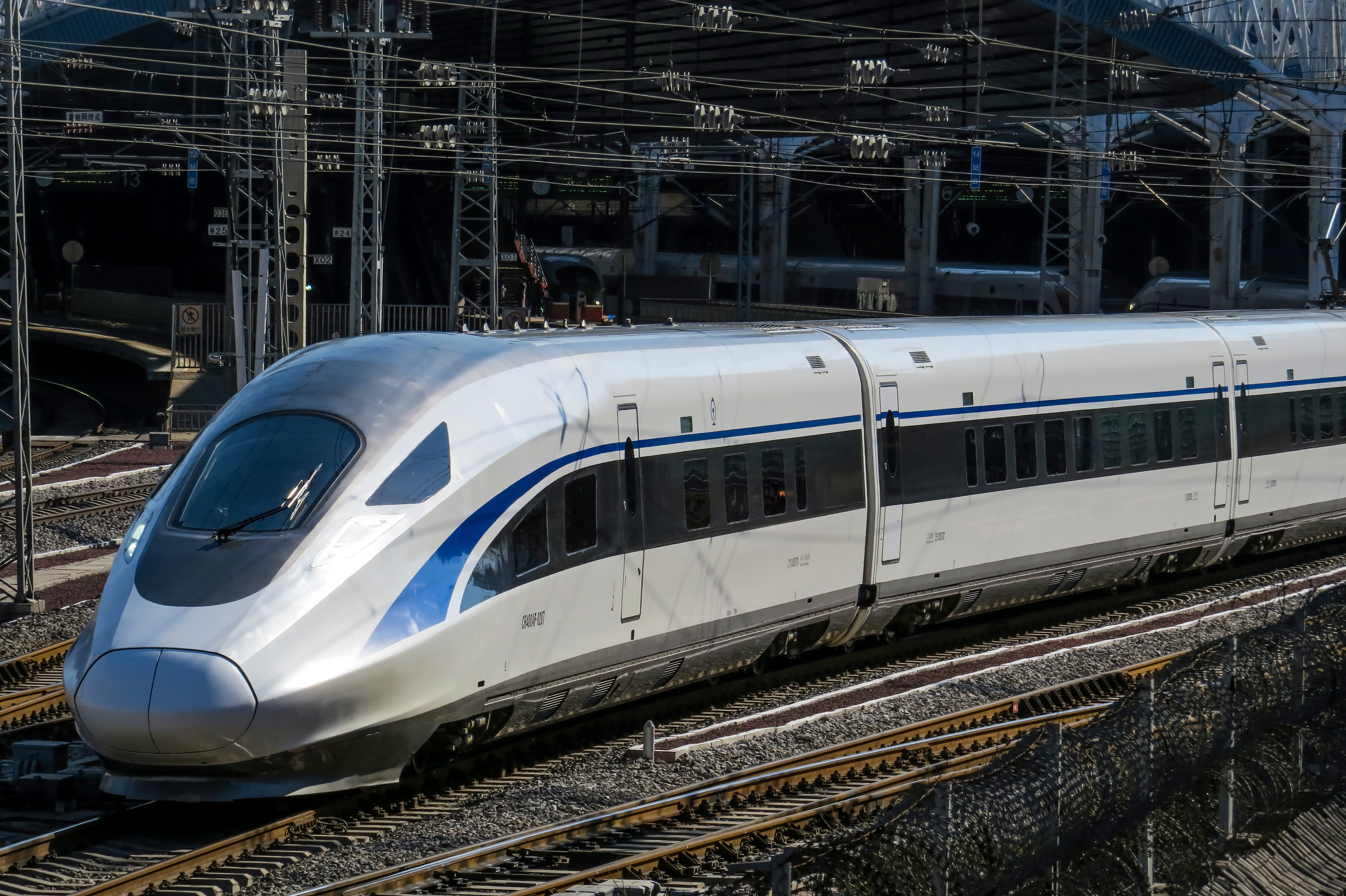
中国高速鉄道CR400AF型電車

川崎重工業との技術提携を受けて研究開発・製造に着手し、2007年より中国鉄道部（現・中国鉄路総公司）に納車を開始（第6次高速化）。
年間の生産能力は1,600両ほどで、中国国内のシェアは約40%と言われている。
- 中国高速鉄道CRH2型電車
- 中国高速鉄道CRH380A型電車
  - 香港鉄路CRH380A型電車（広深港高速鉄道）2018年までに香港鉄路へ納車予定
- 中国高速鉄道CR400AF型電車
- zh:中国铁路高速综合检测列车　ドクターイエローに相当

### 地下鉄車両

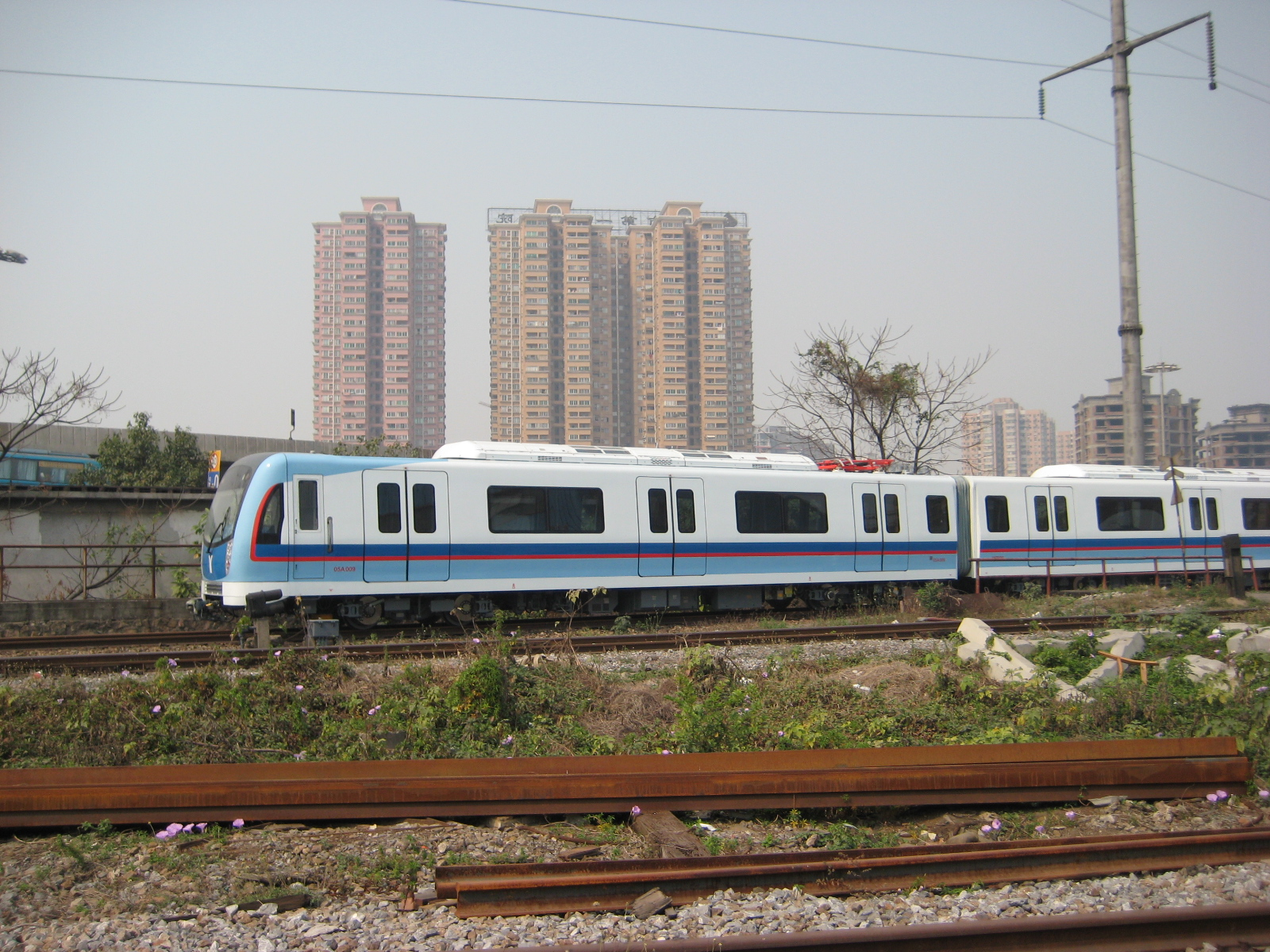
広州地下鉄04形電車

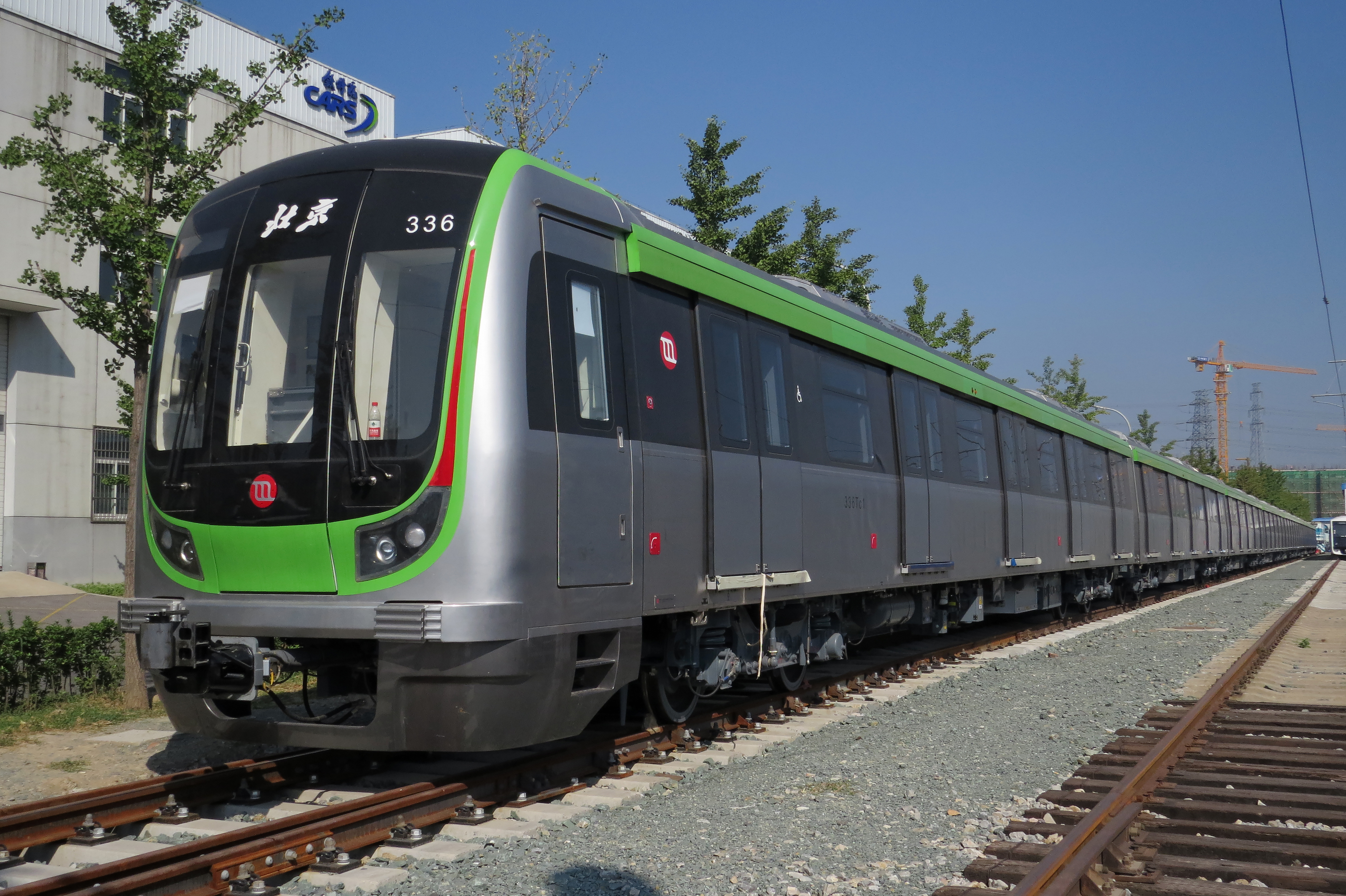
北京地下鉄SFM40型電車

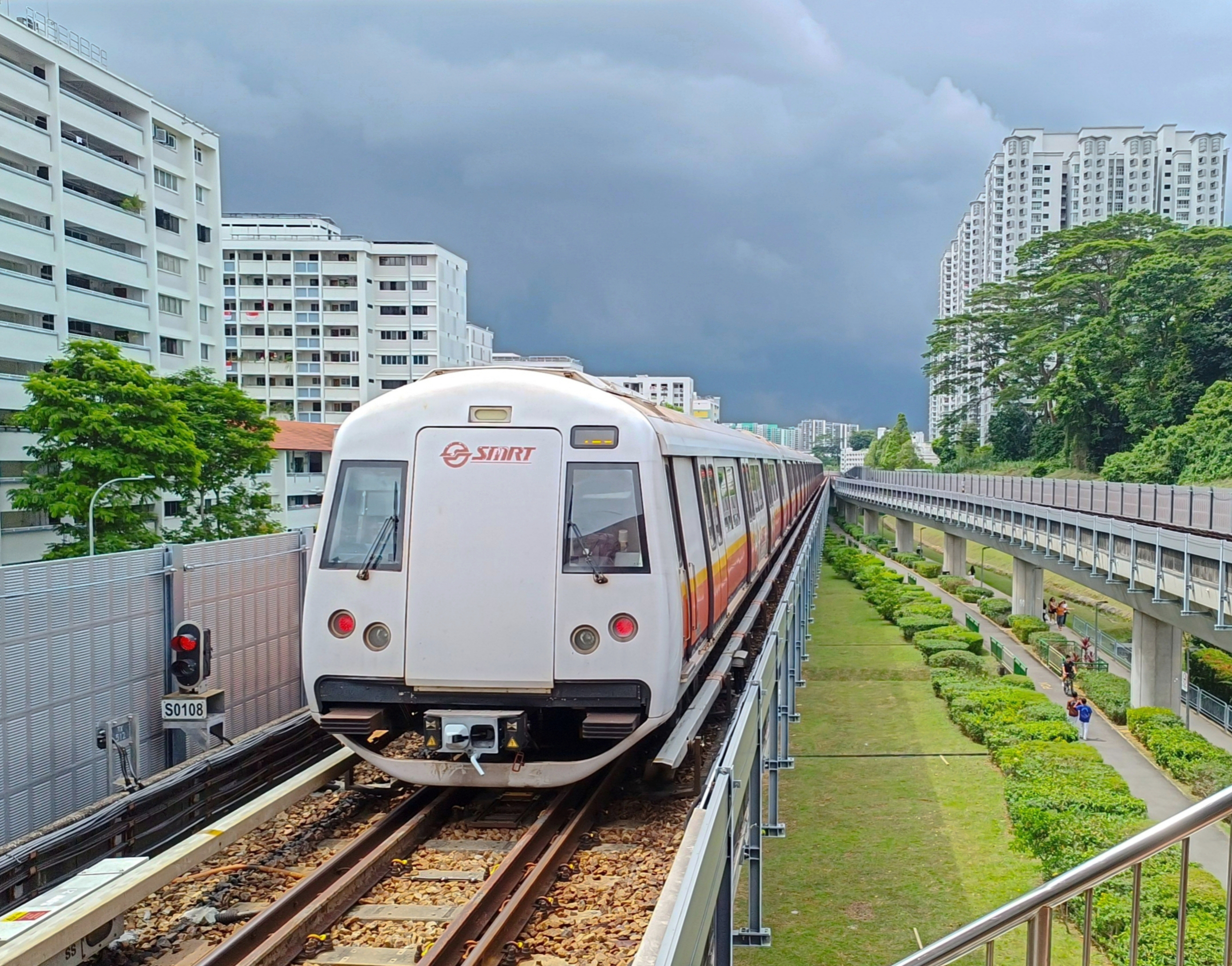
シンガポール地下鉄C151b形電車

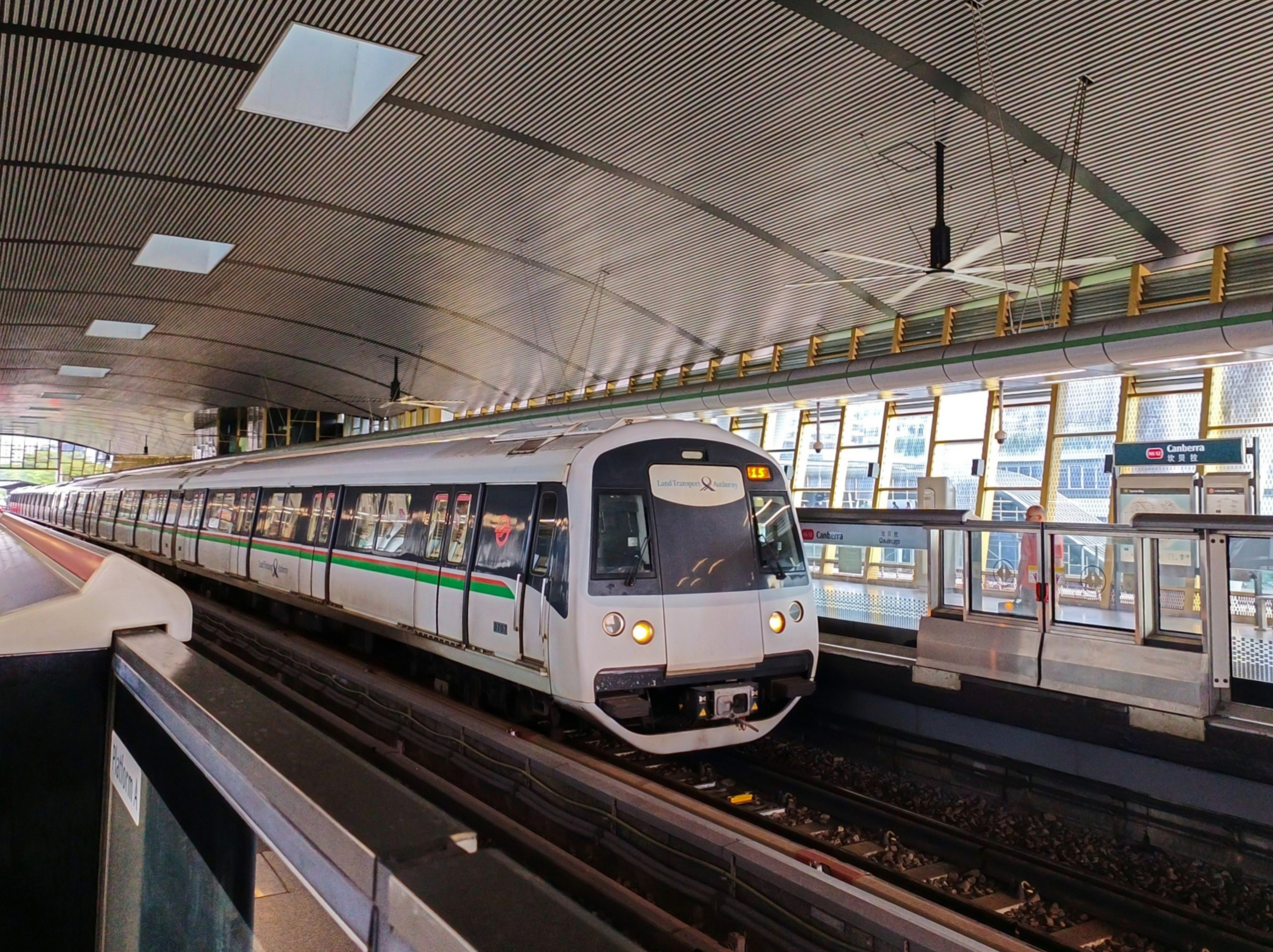
シンガポール地下鉄C151C形電車

北京オリンピック開催決定に伴い、北京地下鉄のネットワーク更新・拡張が求められる中で2003年より地下鉄市場への参入を果たす。
| 国           | 都市         | 運営中の路線                                                        | 事業中の路線        |
| ------------ | ------------ | ------------------------------------------------------------------- | ------------------- |
| 中国         | 青島         | 2号線・3号線・11号線・13号線                                        | 1号線・6号線・8号線 |
| 中国         | 済南         | 1号線                                                               |                     |
| 中国         | 広州         | 4号線・5号線・6号線                                                 |                     |
| 中国         | 仏山         | 1号線                                                               |                     |
| 中国         | 成都         | 1号線・2号線・7号線・10号線                                         |                     |
| 中国         | 北京         | 1号線・4号線・8号線・14号線・16号線・燕房線・八通線・大興線・昌平線 |                     |
| 中国         | 天津         | 3号線・6号線                                                        |                     |
| 中国         | 瀋陽         | 2号線                                                               |                     |
| 中国         | 石家荘       | ３号線                                                              |                     |
| 中国         | 鄭州         | １号線                                                              |                     |
| 中国         | 長沙         | 1号線・3号線・6号線                                                 |                     |
| 中国         | 重慶         | 5号線                                                               |                     |
| 中国         | 香港         |                                                                     |                     |
| シンガポール | シンガポール |                                                                     |                     |
| 米国         | シカゴ       |                                                                     |                     |

### 通勤・近郊車両
- Chino/CSR-Mitsubishi アルゼンチンの新アルゼンチン国鉄向けに合計705両の電車を納車

### インターアーバン車両
- 中国高速鉄道CRH6型電車

### ライトレール車両
- 青島有軌電車　チェコのシュコダ・トランスポーテーションが開発した超低床電車en:Škoda 15 Tをベースにライセンス生産[12]。
- カイロ・ライト・レール・トランジット